# La Nuit qui terrifia l'Amérique
La Nuit qui terrifia l'Amérique (titre original : The Night that panicked America) est un téléfilm américain réalisé par Joseph Sargent en 1975.

## Synopsis
Le 30 octobre 1938, Orson Welles anime une émission spéciale dans laquelle il donne sa version du roman de H.G. Wells, La Guerre des mondes. Cependant bon nombre de gens ratent le début de l'émission et s'imaginent que de vrais martiens envahissent la Terre, causant ainsi une panique générale dans tous les États-Unis...

## Fiche technique
- Titre original : The Night that panicked America
- Réalisation : Joseph Sargent
- Scénario : Nicholas Meyer et Anthony Wilson d'après une histoire de Nicholas Meyer
- Directeur de la photographie : Jules Brenner
- Montage : Bruce S. Isaacs, George Nicholson et Tony Radecki
- Production : Joseph Sargent
- Genre : Drame
- Pays :  États-Unis
- Durée : 92 minutes
- Date de diffusion :
  -  États-Unis : 31 octobre 1975
  -  France : 13 mars 1976

## Distribution
- Vic Morrow (VF : Serge Sauvion) : Hank Muldoon
- Cliff De Young (VF : Jean-Pierre Leroux) : Stefan Grubowski
- Michael Constantine (VF : Jacques Dynam) : Jess Wingate
- Walter McGinn (VF : Serge Lhorca) : Paul Stewart
- Eileen Brennan (VF : Tania Torrens) : Ann Muldoon
- Meredith Baxter (créditée Meredith Baxter Birney) (VF : Arlette Thomas) : Linda Davis
- Tom Bosley (VF : Philippe Dumat) : Norman Smith
- Will Geer (VF : Louis Arbessier) : le révérend Davis
- Paul Shenar (VF : Claude Giraud) : Orson Welles
- John Ritter (VF : François Leccia) : Walter Wingate
- Granville Van Dusen (VF : Marc Cassot) : Carl Phillips
- Burton Gilliam (VF : Jean-Jacques Steen) : Tex (Fred en VF)
- Joshua Bryant (VF : Pierre Hatet) : Howard Koch
- Liam Dunn : Charlie
- Shelley Morrison (VF : Claire Guibert) : Toni
- Walker Edmiston (VF : Jacques Ferrière) : Clarence, l'acteur du Mercury Theatre
- Linda Dano (VF : Monique Thierry) : la secrétaire de Koch
- Byron Webster (VF : Henri Poirier) : Harrison
- Clarke Gordon (VF : René Bériard) : Matlock
- Michelle Stacy (VF : Marie-Martine) : une des filles des Muldoon
- Tracy Brooks Swope (VF : Evelyn Selena) : Kelly
- Ed Bakey (VF : Roger Lumont) : Peter Vanderhoff